# 玛加丽塔·萨拉斯
玛加丽塔·萨拉斯·法尔格拉斯，第一代卡内罗女侯爵（西班牙語：Margarita Salas Falgueras，1938年11月30日—2019年11月7日），西班牙生物化学家。

## 生平
1938年11月30日生于西班牙北部奥维耶多省巴尔德斯市的卡内罗堂区。父亲是一名医生。1岁时跟随父母在希洪定居。16岁移居马德里，随后考上了马德里康普顿斯大学化学系。1958年，她遇到了塞韦罗·奥乔亚教授（1959年诺贝尔生理学或医学奖得主），受其影响而选择钻研生物化学。
本科毕业后，她在西班牙高等科学研究所阿尔韦托·索尔斯教授的实验室工作，1964年以一篇关于葡萄糖-6-磷酸異構酶的研究论文获得了博士学位。1963年，她与同所研究室的男研究员埃拉迪奥·比纽埃拉结婚。1964年至1967年，她和丈夫在美国纽约大学生物研究所工作了三年，与塞韦罗·奥乔亚共事。之后，她选择了回国。
当时，西班牙没有提供任何国家资金来开展前沿生物化学研究。在塞韦罗·奥乔亚教授的支持下，萨拉斯获得了美国简·科芬儿童医学研究基金会的资金。同时在马德里生物学研究中心的支持下，成立了西班牙首个分子遗传学实验室。
1968年至1992年长期担任马德里康普顿斯大学分子遗传学教授。1988年当选西班牙生物化学学会会长，并在1992年开始担任阿尔韦托·索尔斯分子生物学中心主任。1995年至2003年担任西班牙学会会长。
2019年11月7日在马德里去世。

## 研究成果
她的团队取得了丰硕的研究成果，代表了西班牙在分子生物化学领域的最高层水平。1989年，萨拉斯团队在分析Φ29病毒过程中发现了一种DNA扩增方法，并成功取得专利。

## 荣誉
1988年当选欧洲科学院院士。2000年，她获得了欧莱雅-联合国教科文组织女科学家奖。2003年，成为西班牙皇家学院正式院士，同年12月获授大十字级智者阿方索十世勋章。2007年，成功当选美国国家科学院外籍院士，也是该院的第一位西班牙籍女性院士。
2008年7月11日，她被胡安·卡洛斯一世封为“卡内罗女侯爵”（marquesa de Canero）。
2016年，获西班牙皇家精确科学、物理学与自然科学院颁发的“埃切加赖奖章”，也是第一位获得该奖章的女性。
2019年，获该年度欧洲发明家奖的两个重要奖项：公众最喜爱欧洲发明家奖和终身成就奖。
此外，她还获得了加的斯大学、穆尔西亚大学、马拉加大学、马德里理工大学、奥维耶多大学、埃斯特雷马杜拉大学、国立远程教育大学、梅嫩德斯·佩拉约国际大学、巴塞罗那自治大学、布尔戈斯大学和马德里卡洛斯三世大学的荣誉博士学位。